# 九墩滩指挥部
九墩滩指挥部，是中华人民共和国甘肃省武威市凉州区下辖的一个类似乡级单位。

## 行政区划
九墩滩指挥部下辖以下地区：
富康村、沿河村、十墩村、黄花村、洪水河村和富民村。